# Katarki, Bilgi
Katarki là một làng thuộc tehsil Bilgi, huyện Bagalkot, bang Karnataka, Ấn Độ.